# R. J. Palacio
R. J. Palacio (născută Raquel Jaramillo) (n. 13 iulie 1963) este o scriitoare pentru copii americană, născută la New York dintr-o familie de emigranți columbieni. Este autoarea excelentei cărți pentru copii, Minunea.

## Minunea
Raquel Jammalio lucra ca designer când a publicat cartea în 2012 sub pseudonimul „R. J. Palacio”. Cartea vorbește despre un băiat (August Pullman) care s-a născut cu o deformare a feței și care a fost școlit acasă până la 10 ani, când părinți îl trimit la școală unde este discriminat. Raquel a relatat că povestea cărții a fost inspirată de o fetiță cu o teribilă deformare a feței pe care fiul ei o cunoscuse.